# Carl Ludvig von Schantz

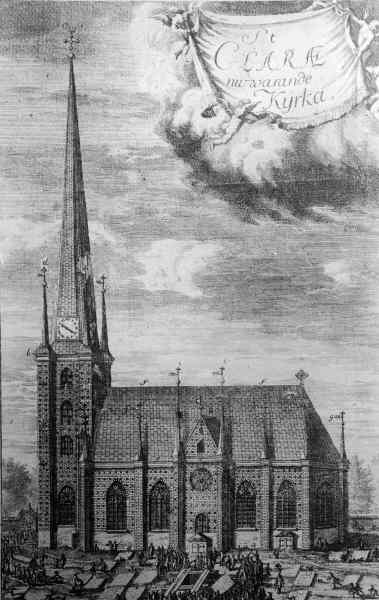
Klara kyrka, Stockholm, 1727. Kopparstick av Carl Ludvig von Schantz efter förlaga av den holländske kopparstickaren, etsaren och tecknaren Johannes van den Aveelen. Illustration i Jöran Nordbergs bok Sankta Clara minne, som gavs ut 1727.

Carl Ludvig von Schantz, född 25 maj 1681 i Stockholm, död 25 mars 1734, var en svensk arkeolog och ämbetsman.

## Biografi
Carl Ludvig von Schantz föddes 1681. Han var son till sekreteraren Ludvig von Schantz och Christina Fineman. Han uppges ha fått en vårdad uppfostran med extra mycket undervisning i teckning. Han antogs som ritare vid Antikvitetsarkivet 1703 och utsågs till assessor där 1719. Under sin tid som ritare studerade han vid sidan av sina arbetsuppgifter genealogi, heraldik, numismatik och runologi. De kunskaper han förvärvat inom heraldiken använde han när han utformade släktvapen åt nyadlade familjer men när Nils Tungelfeldt fick ensamrätt att skapa heraldiska vapen 1718 tvingades han sluta med denna sidosyssla. Hans forskningar kring runskriften resulterade i en avhandling om runstaven, som förvaras vid Kungliga biblioteket. Han skrev även det föga källkritiska genealogiska verket Matrikel öfwer Sweriges rikes ridderskap och adel (1731). Några av hans teckningar var med som illustrationers i Jöran Nordbergs bok S. Clara minne som utgavs 1727. Carl Ludvig von Schantz författade för övrigt en ättebok över äldre och nyare svenska familjer, två släkttavlor över Helmfeltska ätten, en redogörelse för Cronstedtska myntkabinettet med mera, arbeten som dock aldrig blev tryckta. Vid sin död efterlämnade han ett dyrbart bibliotek som delvis var ärvt från svärfadern Mårten Törnhielm.

### Familj
von Schantz gifte sig första gången 16 maj 1715 med Hedvig Eleonora Törnhielm (1695–1719). Hon var dotter till hauptmannen Mårten Törnhielm och Christina Gyldenhoff. Han gifte sig andra gången 21 juli 1720 i Stockholm med Maria Aurora Brenner (1691–1772), som var dotter till assessorn Elias Brenner och Sofia Elisabet Weber. De fick tillsammans sonen Carl Ludvig von Schantz (1729–1739).